# Brezon

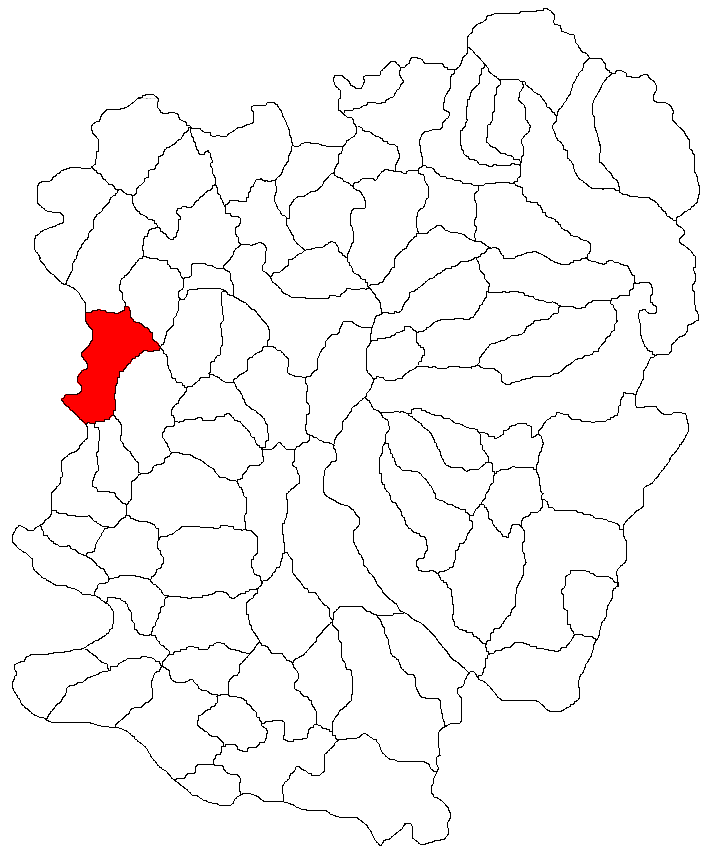
Lage der Gemeinde Forotic im Kreis Caraș-Severin

Brezon (veraltet: Breasova; deutsch Bresondorf oder Bresendorf, ungarisch Bársonyfalva oder Brezonfálva) ist ein Dorf im Kreis Caraș-Severin in der Region Banat in Rumänien. Brezon gehört zu der Gemeinde Forotic.

## Geografische Lage
Brezon liegt im Osten des Kreises Caraș-Severin, an der Grenze zum Kreis Timiș, nördlich der Gemeinde Forotic, an der Kreisstraße (drum județean) DJ 572 Berzovia–Comorâște.

## Nachbarorte
| Clopodia  | Surducu Mare                                | Doclin   |
| Jamu Mare | Kompassrose, die auf Nachbargemeinden zeigt | Dognecea |
| Lățunaș   | Forotic                                     | Calina   |

## Geschichte
Brezon wurde 1872 durch die Ansiedlung von Deutschen aus dem Komitat Torontál gegründet. Der ungarische Historiker Frigyes Pesty berichtet darüber in seiner „Geschichte des Karascher Komitats“. Vertragspartner waren die Österreichisch-ungarische Staatseisenbahngesellschaft (StEG) einerseits und die Kolonisten andererseits. Benannt wurde der Ort nach dem damaligen Direktor der StEG Georg Bresson.
Die Siedler bekamen von der StEG für 25 Jahre 9 Tagewerke und 800 Klafter Ackerland zur Pacht sowie eine Geldsumme, die in 15 Jahren zurückgezahlt werden musste. Die Ortschaft hatte anfangs 50 Häuser. Doch der Boden war karg und nicht für den Ackerbau geeignet, so dass die Siedler ihre Schulden nicht termingerecht an die StEG zurückzahlen konnten. So waren sie gezwungen diese auf verschiedene Art und Weise abzuarbeiten.
Nach der Dreiteilung des Banats am 4. Juni 1920 infolge des Vertrags von Trianon fiel Bresondorf an das Königreich Rumänien. Erst durch die Agrarreform von 1923 wurden die Schulden erlassen und die Bauern kamen in den Besitz der Felder.
Infolge des Waffen-SS Abkommens vom 12. Mai 1943 zwischen der Antonescu-Regierung und Hitler-Deutschland wurden alle deutschstämmigen wehrpflichtigen Männer in die deutsche Armee eingezogen.
Dafür mussten die Deutschen aus Rumänien nach dem Seitenwechsel Rumäniens am 23. August 1944 büßen.
Noch vor Kriegsende, im Januar 1945, fand die Deportation aller volksdeutschen Frauen zwischen 18 und 30 Jahren und Männer im Alter von 16 bis 45 Jahren zur Aufbauarbeit in die Sowjetunion statt.
Das Bodenreformgesetz vom 23. März 1945, das die entschädigungslose Enteignung der deutschen Bauern, als ehemalige Angehörige der Deutschen Volksgruppe in Rumänien, vorsah, entzog der ländlichen Bevölkerung die Lebensgrundlage. Gleichzeitig wurden auch die Häuser der Deutschen entschädigungslos enteignet. Boden und Bauernhäuser wurden an Kleinbauern, Landarbeiter und Kolonisten aus anderen Landesteilen verteilt.
Durch das Nationalisierungsgesetz vom 11. Juni 1948, das die Verstaatlichung aller Industrie- und Handelsbetriebe, Banken und Versicherungen vorsah, fand die Enteignung aller Wirtschaftsbetriebe statt. Anfang der 1950er Jahre wurde die Kollektivierung der Landwirtschaft vollzogen.
Da die Bevölkerung entlang der rumänisch-jugoslawischen Grenze von der rumänischen Staatsführung nach dem Zerwürfnis Stalins mit Tito und dessen Ausschluss aus dem Kominform-Bündnis als Sicherheitsrisiko eingestuft wurde, erfolgte am 18. Juni 1951 die Deportation in die Bărăgan-Steppe unabhängig von der ethnischen Zugehörigkeit. Die rumänische Führung bezweckte zugleich den einsetzenden Widerstand gegen die bevorstehende Kollektivierung der Landwirtschaft zu brechen. Als die Bărăganverschleppten 1956 heimkehrten, erhielten sie die 1945 enteigneten Häuser und Höfe zurückerstattet. Der Feldbesitz wurde jedoch kollektiviert.

## Demografie
| 1910 | 386 | -  | 14 | 354 | 18 |
| 1930 | 311 | 3  | 23 | 272 | 13 |
| 1941 | 278 | 10 | 6  | 257 | 5  |
| 1977 | 159 | 47 | 4  | 101 | 7  |
| 1992 | 110 | 42 | -  | 29  | 39 |
| 2002 | 128 | 48 | 1  | 6   | 73 |
| 2011 | 96  | 37 | -  | 3   | 56 |